# 貞暁
貞暁（じょうぎょう／ていぎょう、文治2年2月26日（1186年3月18日）- 寛喜3年2月22日（1231年3月27日）） は平安時代末期から鎌倉時代初期にかけての僧侶。源頼朝の三男で第4子（庶子）。母は伊達氏の祖と言われる常陸入道念西の娘・大進局。異母兄頼家の4歳年下、異母弟実朝より6歳年長になる。また、頼朝の次女三幡とは同い年の異母兄妹（もしくは異母姉弟）である。通称を鎌倉法印といった。

## 生涯
母・大進局は大倉御所に出仕する侍女であったが、頼朝の寵愛を受け懐妊する。しかし頼朝の正室・北条政子がこれに気づいたため、その怒りを畏れた頼朝によって遠ざけられ、家臣の長門景遠の宅にて男児を出産する。政子の嫉妬を恐れて出産の儀式は省略され、景遠は母子を匿った事を知った政子の勘気を蒙り、子を連れて逃げ深沢の辺りに隠居した。その後も政子を恐れて乳母のなり手がないなど、人目を憚るようにして育てられる。異母弟の実朝が生まれる3ヶ月前の建久3年（1192年）5月19日、7歳の時に仁和寺の法眼隆暁（一条能保の養子）に弟子入りして出家するため上洛する。頼朝は出発の夜、密かに息子の元を訪れ、太刀を与えている。
同年6月16日、頼朝の義弟一条能保に付き添われて仁和寺の勝宝院に入室した。法名を能寛と名乗り、同寺の道法法親王に灌頂を受けている。さらに修行を重ねた後、法名を貞暁と改め、行勝に学ぶため高野山に登ってより一層俗界から遠ざかった。これ以降、源氏一族が権力闘争の中で次々に命を落とす中で、世間と隔絶した中で一人修行に励み、人々の尊崇を集めた。
なお、異母弟である3代将軍源実朝を暗殺した甥（異母兄頼家の子）の公暁の師は、貞暁ではなく、鶴岡八幡宮寺の３代目の別当定暁と考えられる。
政子も晩年には遂に貞暁に帰依し、彼に源氏一族の菩提を弔わせるべく援助・出資を行なった。これを受けて貞暁は貞応2年（1223年）に源氏三代の将軍の菩提を弔うために高野山五坊寂静院の経智坊に丈六堂という阿弥陀堂を建立。その中に安置した阿弥陀如来座像の胎内に父・頼朝の遺髪を納めて供養したほか、実朝に対しても五輪塔を設営して追善を行なっている。
寛喜3年（1231年）、高野山にて46歳で死去（自害したという説もある）。これにより、頼朝の男系男子の子孫は断絶した（男系女子も3年後の竹御所死去により途絶え、頼朝の直系子孫は完全に断絶、同時に政子の血筋も途絶えた）。悉く早世した頼朝の子の中では最も長生きした。
なお、『尊卑分脈』は貞暁と能寛を別人としているが、これは誤りである。

## 逸話
元禄年間（1700年頃）に成立した真言宗高僧の伝記をまとめた『伝燈広録』には、北条政子が弟の時房を伴って高野山を訪れ、貞暁に還俗して将軍になる意志を問うたところ、貞暁は片眼を潰して拒否の意志を伝えたとある。
享保4年（1719年）に成立した高野山の編年史『高野春秋』（『高野春秋編年輯録』とも）では、北条義時に命を狙われたため貞暁は承元2年（1208年）3月に高野山に移ったとしている。

## 関連作品
小説
- 高橋直樹「無明の将軍」（『霊鬼頼朝』文春文庫 所収）